# Mobb Deep
Mobb Deep este o formație americană de Hip Hop din Queensbridge, Queens, New York. Grupul a fost format de Havoc și Prodigy și a fost un grup de hip hop hardcore de pe coasta de est.Ei au fost cunoscuți pentru versurile lor hardcore, întunecate, așa cum este exemplificată în „Shook Ones (partea a II-a).”Mobb Deep a devenit unul dintre cele mai de succes duo-uri în hip hop, după ce a vândut peste 3 milioane de înregistrări. Trei dintre albumele lor notabile au fost The Infamous (1995), Hell On Earth (1996) și Murda Muzik (1999), iar hiturile lor top includ „Shook Ones, Pt. II”, „Survival of the Fittest "și „Hell on Earth ".
Duo-ul s-a desființat în 2012, dar s-a reunit în 2013.Prodigy a murit la 20 iunie 2017, iar Havoc lucrează în prezent la un nou album Mobb Deep. Grupul a cântat live la reuniunea din 2013 și continuă să facă acest lucru, în ciuda pierderii lui Prodigy.

## Începutul carierei
În 1991, Havoc și Prodigy au purtat inițial numele "Poetical Prophets" și au început să înregistreze o casetă demo. Ulterior,aceștia căutau adresele caselor de discuri din spatele albumelor pe care le ascultau,aduceau un casetofon și cereu artiștilor prezenți să le asculte muzica. Singurul artist care s-a oprit să le asculte muzica a fost Q-Tip. Prodigy își amintea: „Q-Tip ne-a prezentat lui Chris Lighty în acea zi și o mulțime de oameni de la Rush Associated Labels din biroul Def Jam - așa am întâlnit toată lumea.” La scurt timp, Prodigy a semnat un solo demo cu Jive Records și a apărut pe piesa "Too Young" de la Hi-Five, care a apărut pe albumul Boyz n the Hood. Jive a decis să nu semneze cu Poetical Prophets ca duo, cu toate acestea, aceștia au fost cântat în Unsigned Hype din The Source în iulie 1991, care a ajutat la promovarea demo-ului "Flavor for the Nonbelievers". Anul următor, trupa și-a schimbat numele în „Mobb Deep” și a semnat cu 4th & B’way Records, lansând single-ul „Peer Pressure” în promovarea albumului lor de debut "Juvenile Hell". Albumul a fost lansat în 1993, iar mai târziu în acel an, Havoc a cântat pe albumul Black Moon-"Enta da Stage", pe o melodie intitulată "U da Man".

## Succesul
Grupul a înregistrat primul său succes major cu cel de-al doilea album, The Infamous, lansat în 1995. Mobb Deep a ajuns în topul scenei Hip-hop hardcore prin povestirea directă a vieții stradale a celor doi. În acest album, Mobb Deep a înfățișat greutățile de a trăi în casele Queensbridge din New York, unde Havoc a crescut. În urma lansării filmului The Infamous ..., Mobb Deep a devenit unul dintre cele mai prolifice grupuri ai Coastei de Est. Producția acestui album a fost produs grație lui Havoc, care a produs beat-urile din acel moment înainte, deși Q-Tip a contribuit, de asemenea, la producție.Cel de-al treilea album al lui Mobb Deep, Hell on Earth a fost lansat în 1996 debutând pe numărul șase pe Billboard Album Chart; albumul a continuat portretul duo-ului de viață de stradă aspră, în timp ce îi împinge în continuare în prim-planul scenei Hip Hop, alături de rapperii  precum The Notorious B.I.G., Jay-Z, LL Cool J, Wu-Tang Clan dar și rapper-ul din același cartier Queensbridge,Nas.
În 1996, au apărut pe CD-ul Red Hot Organization,"America is Dying Slowly" , alături de Biz Markie, Wu-Tang Clan și Fat Joe. Acest album a fost menit doar să crească gradul de conștientizare a epidemiei de SIDA în rândul bărbaților afro-americani și acest album a fost declarat „o capodoperă” de "The Source Magazine", o publicație Hip Hop.În 1998, duo-ul a colaborat cu artistul reggae dancehall Bounty Killer pe piesa "Deadly Zone" pentru coloana sonoră a lui "Blade". În 1999, au lansat mult așteptatul album "Murda Muzik" care, în ciuda securității, a avut majoritatea melodiilor piratate. Aceasta a dus la întârzieri lansarea oficială a albumului. Când albumul a fost lansat oficial, în cele din urmă a debutat pe numărul trei pe Billboard 200 și a primit rapid Platinum Certification și a fost promovat în continuare de popularul single "Quiet Storm". La scurt timp, Prodigy a lansat mult așteptatul album solo H.N.I.C, în care a colaborat cu artiști precum (B.G., N.O.R.E.) și producători (inclusiv The Alchemist, Rockwilder și Just Blaze).

## Cearta East Coast-West Coast
Mobb Deep a făcut parte din infama rivalitate Hip Hop dintre East Coast vs West Coast, care a fost alimentată și promovată tot mai mult de mass-media privată. Disputa a început când Snoop Dogg și grupul West Coast, Tha Dogg Pound, au lansat „New York, New York” la care Mobb Deep, împreună cu Capone-N-Noreaga și Tragedy Khadafi au răspuns cu melodia „LA LA” (Această melodie poate fi găsită pe albumul de debut al lui Capone-N-Noreaga, "The War Report"). Această melodie a fost lansată în timpul ultimelor zile de încarcerare a rapperului Tupac Shakur. Membrii grupului Tupac, Outlawz, ar fi participat la un concert Mobb Deep, însă Tupac a dezis Mobb Deep pe mai multe piese, inclusiv: "Hit 'Em Up" și "When We Ride on Our Enemies", în care Tupac face lumină asupra bolii celuloase a lui Prodigy. Mobb Deep a ripostat în "Hell on Earth", din 1996, care conținea o melodie intitulată „Drop a Gem on‘ Em.

## Anii 2000-2010
Mobb Deep a lansat ”Infamy”  în timp ce, în 2001, piesa „Burn” a fost percepută ca un răspuns la melodia „Takeover” a lui Jay-Z de pe The Blueprint, așa cum a fost „Crawlin”, în care cele două versuri ale lui Prodigy se referă la Jay- Z.  În 2003, grupul s-a despărțit de Loud Records și a lansat Free Agents: The Murda Mix Tape, în care Havoc și Prodigy s-au proclamat „agenți liberi” și au abordat divizarea grupului cu vechea sa etichetă și căutarea unei noi etichete. Jive Records a semnat duo-ul mai târziu printr-un acord. Mobb Deep a lansat apoi Amerikaz Nightmare în 2004. Recordul nu s-a vândut bine și a dus la plecarea grupului de pe etichetă.Astăzi, ca urmare a diferitelor fuziuni, toate albumele de studio ale Mobb Deep din 1995 până în 2004 sunt deținute de Sony Music Entertainment.
În iunie 2005, Mobb Deep a anunțat că a semnat cu G-Unit Records. 50 Cent a având legătură cu Mobb Deep pe măsură ce a crescut în Queens,iar Havoc și-a asigurat producția pe proiecte ale G-Unit, Lloyd Banks, The Game și Tony Yayo. Mobb Deep și-a lansat cel de-al șaptelea album, Blood Money în 2006. Pe acest album cântă artiști precum 50 Cent, Lloyd Banks, Tony Yayo și Young Buck, precum și Mary J. Blige și Nate Dogg. În 2006, Mobb Deep a devenit primul duo american de Hip hop care a jucat în India, prin intermediul Hip Hop Hustle al VH1. La sfârșitul anului 2009, Mobb Deep au încheiat contractul cu G Unit.

## Anii 2011-2017:Despărțirea,reuniunea,"The Infamous Mobb Deep"și moartea lui Prodigy
Pe 4 aprilie 2011, Mobb Deep a lansat un nou single numit „Dog Shit”, cu rapperul Nas. Aceasta a fost prima melodie oficială a lui Mobb Deep de la eliberarea lui Prodigy din închisoare. A fost produs de Havoc și Alchimist. Pe 27 iulie 2012, Havoc a declarat pentru AllHipHop într-un interviu că "grupul se afla pe un hiatus nedeterminat". Potrivit HipHopDX, Mobb Deep a avut o cădere după ce Havoc l-a detunat pe Prodigy pe Twitter și, în cele din urmă, un clip a fost scos în care se auzea cum Prodigy se lua de fostul său partener din Mobb Deep în timpul concertului lor de la SXSW. La început, Havoc a susținut că i-a fost spart contul. Cu toate acestea, el a confirmat ulterior că este el și că a negat-o inițial pentru că a considerat că Twitter nu este un loc unde să rezolve o dispută. Cu toate acestea, în ianuarie 2013, Prodigy a spus că este sigur că va înregistra cu Havoc în viitor. 
Ulterior, Mobb Deep s-au reunit și au cântat pentru Paid Dues pe 30 martie 2013; au participat la un turneu internațional cu ocazia aniversării a 20 de ani a trupei, începând din mai 2013. Pe 22 martie 2013, grupul s-a reunit oficial pentru un interviu și a explicat că muzica a fost cel mai important lucru din viața lor și că au fost prieteni prea mult timp pentru a strica relația.În jurul lansării din mai 2013 a celui de-al treilea album de studio al lui Havoc, 13, el a anunțat că el și Prodigy au stat în studio timp de mai bine de o lună lucrând la al optulea album de studio al duo-ului, care era deja „la jumătatea drumului”. El a mai declarat că va face întreaga producție de pe album.
La 1 aprilie 2014, grupul a lansat cel de-al optulea album "The Infamous Mobb Deep", un dublu album care a inclus un CD cu muzică originală nouă și unul cu piese inedite din sesiunile The Infamous. Pe 20 iunie 2017, Prodigy a murit în timp ce a fost internat în spital pentru complicații cauzate de Siclemie, o boală pe care o ducea de multa vreme, aceasta ducand intr-un final la cauza sufocării accidentale în Las Vegas, Nevada.

## Moștenirea
Mobb Deep a ajutat la popularizarea argoul-ului din anii 90, numit Dunn language, un termen înregistrat pentru prima dată în single-ul din 1999 „Quiet Storm”, Termenul „dunn” își are originea din cartierul Queensbridge cu o cunoștință a lui Prodigy, Bumpy, al cărui impediment de vorbire l-a împiedicat să pronunțe litera „S”, cum ar fi în „fiu”(son). Impedimentul l-a încurajat să pună limba pe cei doi dinți din față, făcând un sunetul „th” sau „d”. Mobb Deep a încercat să solicite dreptul de proprietate asupra argou; În plus, urmau să lanseze un album numit The Dunn Language, în 2002, dar proiectul a fost anulat, din cauza problemelor cu label-ul.
Pe 15 septembrie 2018, în timpul unui interviu pentru HipHop4Real, Havoc a declarat că lucrează la un nou album Mobb Deep, care va fi cel mai recent album al duo-ului. De asemenea, lucrează la un proiect comun Mobb Deep cu The Alchemist, anunțat în urmă cu câțiva ani.În decembrie 2019, Havoc a participat la un "turneu 20 de ani de la Murda Muzik" cu Big Noyd și L.E.S.

## Discografie
- Juvenile Hell (1993)
- The Infamous (1995)
- Hell on Earth (1996)
- Murda Muzik (1999)
- Infamy (2001)
- Amerikaz Nightmare (2004)
- Blood Money (2006)
- The Safe Is Cracked (2009)
- The Infamous Mobb Deep (2014)